# Salvatore
«Salvatore» (с итал. — «Спаситель») — песня американской певицы Ланы Дель Рей с четвёртого студийного альбома Honeymoon. Авторами трека являются Дель Рей и её частый соавтор Рик Ноуэлс; продюсерами выступили сама исполнительница, Ноуэлс и Киерон Мэнзиес. Премьера трека состоялась 15 сентября 2015 года в эфире программы Хью Стивенса на радио Beats Radio 1. Песня была описана, как „вдохновлённая старым миром“, а также как „итальянская серенада“.

## Реакция критиков
Песня получила критическое признание от критика с сайта Radio.com, который похвалил вокальное исполнение Дель Рей и сказал: «У „Salvatore“ есть свой, почти одурманивающий стиль. Это медленный трек по сравнению со многими из тех, которые певица уже выпустила с альбома. Но он поддерживает общий темный почти мрачный марш альбома к какому-то судьбоносному концу».

## Участники записи
Данные взяты из буклета альбома Honeymoon.
- Лана Дель Рей — вокал, автор, продюсер
- Рик Ноуэлс — автор, продюсер, меллотрон, бас, клавишные, струнные, электро- и акустическая гитары, пианино, перкуссия
- Киерон Мэнзис — продюсер, сведение, запись, звукорежиссёр, перкуссия
- Патрик Уоррен — оркестровка
- Тревор Ясуда — звукорежиссёр, дополнительная запись
- Крис Гарсия — звукорежиссёр, дополнительная запись
- Фил Джоли — ассистент звукорежиссёра
- Ирис София – ассистент звукорежиссёра
- Брайан Гриффин — ударные, перкуссия
- Трек записан и сведен на студии Electric Lady Studios, Нью-Йорк, США
- Мастеринг произведен Адамом Аяном на студии Gateway Mastering, Портленд, штат Мэн, США